# NGC 1756
NGC 1756 је расејано звездано јато у сазвежђу Златна риба које се налази на NGC листи објеката дубоког неба.
Деклинација објекта је - 69° 14' 15" а ректасцензија 4h 54m 49,9s. Привидна величина (магнитуда) објекта NGC 1756 износи 12,2. NGC 1756 је још познат и под ознакама ESO 56-SC27.